# Peter Camenzind
Peter Camenzind publicada en 1904, fue la primera novela escrita por Hermann Hesse; en ella ya se pueden entrever una serie de temas que iban a ser motivo de preocupación en muchos de los trabajos posteriores de Hesse, sobre todo el de la búsqueda de una identidad física y espiritual única en un contexto que tiene como telón de fondo la naturaleza y la civilización moderna. También está presente la reflexión sobre el papel del arte en la formación de una identidad personal. El estilo de Peter Camenzind es fácil de seguir, incluso a pesar de que de alguna manera se trata de un Bildungsroman.

## Argumento
La novela comienza con la frase, "En el principio era el mito. Dios, en su búsqueda por la expresión de sí mismo, proveyó las almas de Hindúes, Griegos y Germanos con formas poéticas, y continuó cada día inundando con poesía el alma de cada nuevo niño". La novela es puramente poética, y su protagonista aspira a convertirse en poeta con el tiempo, para proporcionar a las almas de los hombres las más bonitas formas de la realidad.
Peter Camenzind recuerda fácilmente a otros protagonistas de las novelas de Hesse como Siddhartha, Goldmund y Harry Haller. Como ellos, Peter sufre profundamente y realiza multitud de viajes intelectuales, físicos y espirituales. Durante el transcurso de los mismos, atravesará diferentes territorios como Alemania, Italia, Francia y Suiza, así como experimentará un amplio rango de emociones que todo ser humano muestra a lo largo de su vida. Al final de su vida, encarnará el ideal de San Francisco y cuidará de un lisiado.
Peter Camenzind, en su juventud, deja atrás su pueblo natal de montaña con una gran ambición por vivir experiencias a lo largo y ancho del mundo y convertirse en uno de sus habitantes. Habiendo sufrido la pérdida de su madre a una temprana edad, y con el deseo de apartarse de un padre autoritario, se dirige a la Universidad. A medida que progresa en sus estudios, conoce y se enamora de la pintora Erminia Aglietti, y se convierte en íntimo amigo de un joven pianista llamado Richard. En un evento posterior, Richard muere; profundamente apesadumbrado por la muerte de este, Peter se dedica a deambular viviendo diferentes experiencias que lo enriquecerán como persona.
Siempre perseguido y teniendo que enfrentarse solo a las vicisitudes de la vida, Peter comienza a consumir alcohol para soportar la dureza y la rareza inexplicable de la vida. También conoce y se enamora de Elizabeth, incluso aunque ella está casada con otro hombre. Sin embargo, su viaje a través de Italia lo cambia en muchos aspectos y enaltece su habilidad para amar la vida y ser capaz de encontrar belleza en las cosas más insignificantes. Es sólo cuando se hace amigo de Boppi, un inválido, cuando experimenta realmente que significa amar a otro ser humano. Con el paso del tiempo los dos forjan una amistad muy fuerte. Después de la muerte de Boppi, Peter Camenzid vuelve a su pequeña villa de montaña y se dedica a cuidar a su anciano padre, además de llevar a cabo los planes para completar la gran obra de su vida.

## Temas
Esta novela es lo que los alemanes denominan Bildungsroman, que es aquella en la que se muestra el desarrollo físico, moral, psicológico y/o social de un personaje, generalmente desde la infancia hasta la madurez. El término fue acuñado por el filólogo Johann Carl Simon Morgenstern en 1820.
Peter sale de su pequeño pueblo natal situado en las montañas para enfrentarse al mundo. Este paso es una metáfora de lo que el conocimiento y la experiencia aporta al ser humano, siendo necesario este para adquirir un determinado grado de madurez. El camino no es fácil, pues aquel que se arriesga y sale de la seguridad del hogar materno tiene que enfrentarse cara a cara con la realidad. Peter pierde a su madre, deja atrás a su padre, se enamora y es rechazado y pierde a su mejor amigo. Esto le provoca un estado de confusión en el que no encuentra explicación racional ante tantas desgracias, y sólo cuando supera victoriosamente este torbellino de emociones, es cuando comienza a ver de verdad lo que es la vida. Posteriormente se encontrará con el lisiado, con el que entablará una gran amistad, lo que sirve de metáfora de la humildad y la capacidad de sufrimiento. Al final, cuando ya ha aprendido lo que es la vida, retornará al origen, a su hogar.